# 潘多拉：被操纵的乐园
《潘多拉：被操纵的乐园》（韓語：판도라: 조작된 낙원）为tvN于2023年3月11日起播出的週末連續劇
，由《One the Woman》的导演崔英勳执导，《皇后的品格》及《Penthouse》系列金顺玉编剧团队的新人编剧玄智珉执笔，此剧讲述了一名拥有令人称羡生活的女子在恢复过往的记忆后，为保护自己和家人对随意操纵自己命运的人展开报复的故事。
美國由Hulu獨家上線、拉丁美洲由Star+獨家上線，其餘地區由Disney+獨家上線，亞太地區於2023年3月11日起每週六、日21:40（UTC+8）同步更新；歐美地區於2023年4月12日起每週三15：00（UTC+8）更新兩集。

## 演員陣容

### 主要人物
| 演員                    | 角色                 | 介紹 |
| 李智雅 （少年：彩麟）   | 洪泰拉／文河京／50號 | 雖然擁有財富、名聲、不變的丈夫的愛和美麗的女兒，沒有任何遺憾，但沒有過去的記憶。解除封印的記憶，在相信完美的人生中產生裂痕，陷入無法控制的漩渦中。爲了生存和復仇而展開慘烈殊死搏鬥的人物。文河俊（車畢勝）的姐姐 |
| 李相侖                  | 表在賢               | 洪泰拉的丈夫。天生具有剛毅和洞察力的天才開發者。溫柔的領導能力加上充滿Sense的性格，是MZ一代最想效仿的企業家。「腦神經SMART PATCH」領域的新技術得到認可，具有政治圈的邀請和下屆大選候選人的影響力。               |
| 張熙軫 （少年：河律莉） | 高海秀               | YBC最知名的新聞主播，作爲時代的標誌備受喜愛。金鳥集團二兒媳，張道振的妻子。自信滿滿、堂堂正正的「Wannabe」高海秀也有無法癒合的過去的傷口。無法擺脫那天噩夢的她執着地追蹤着未公開的真相。                         |
| 朴基雄                  | 張道振               | 每個瞬間都愛打賭，擁有勝負欲的人。骨子裏都是金湯匙的他既是主播高海秀的丈夫，也是IT企業「HATCH」的經營代表。從大學時期開始就不斷刺激自己的勝負欲，與首次喚醒失敗苦果的在賢成爲摯友。                              |
| 奉太奎                  | 具成燦               | IT企業「HATCH」研究所所長。雖然是只知道研究的怪才，但實力卻是業界第一。和在賢、道振一起是「HATCH三劍客」。執著是武器的他，是瘋狂地致力於艙口核心技術SMART PATCH研究的人物。                                      |

### 其他人物
| 演員                | 角色                  | 介紹                                                                          |
| 韓秀妍              | 洪尤拉                | 泰拉的姐姐，時尚品牌「LAPIN」的代表。道振的情婦。                             |
| 金詩宇              | 表智雨                | 泰拉和在賢的女兒，萊奧的好友。一位军事狂热分子，以聪明才智和好奇心而闻名。    |
| 車光洙 （特別出演） | 高泰順                | 海秀的亡父，第25屆總統當選人。十五年前在就职典礼上因遭到狙击不幸身亡。        |
| 金秀庭              | 孔慈英                | 海秀的母親。泰順的妻子。                                                      |
| 金羅溫              | 張萊奧                | 海秀和道振的兒子，智雨的好友。                                                |
| 沈昭英              | 金善德                | 韓越精神病院的院長，精神分析學界的教母。                                      |
| 孔正煥              | 曹圭泰                | 韓越精神病院的室長，別館特別病房管理者。                                      |
| 安內相              | 張昑侔                | 英輝的丈夫，金鳥集團的會長。                                                  |
| 洪宇鎮              | 張橋振                | 道振的哥哥，金鳥集團的接班人。頭腦聰明，在KAIST被稱為天才，品性不像富家公子。 |
| 甄美里              | 閔英輝                | 昑侔的妻子，道振與橋振的母親，金鳥集團的女主人。                              |
| 成創勳              | 嚴相培                | 昑侔會長的秘書室長。                                                          |
| 宋雅慶              | 殷蓮實                | 金鳥集團的管家。                                                              |
| 鄭載成              | 韓慶祿                | 韓民黨的首長，第29屆總統候選人。                                              |
| 金廣植              | 安勝民                | 韓民黨國會議員。                                                              |
| 權玄彬              | 車畢勝／文河俊／105號 | 泰拉的私人保鑣、文河京（泰拉）的弟弟。                                        |
| 高允彬              | 梁世珍／朴秀正        | 「HATCH」的首席研究員。                                                       |
| 許在浩              | 吳榮國                | 表在賢競選團隊的競選對策本部長。                                              |
| 韓江浩              | 鄭委員長              | 表在賢競選團隊的競選對策委員長。                                              |
| 張元英              | 奉友利                | 表在賢競選團隊負責洪泰拉服裝和形象的室長。                                    |
| 安泰煥              | 朴俊浩                | YBC新聞台記者。                                                               |
| 高漢民              | 宋PD                  | YBC新聞台PD。                                                                 |
| 張俊鎬              | 姜醫生                | 泰拉的主治醫生。                                                              |

## 原聲帶
- Part.1（發行日期：2023年03月12日）

| 曲序 | 曲目             | 演唱 | 时长 |
| ---- | ---------------- | ---- | ---- |
| 1.   | Eternal          | 頌樂 | 3:05 |
| 2.   | Eternal（Inst.） |      | 3:06 |

- Part.2（發行日期：2023年03月26日）

| 曲序 | 曲目                  | 演唱   | 时长 |
| ---- | --------------------- | ------ | ---- |
| 1.   | 漸行漸遠（멀어져 가） | Elaine | 3:34 |
| 2.   | 漸行漸遠（Inst.）     |        | 3:34 |

- Part.3（發行日期：2023年04月02日）

| 曲序 | 曲目          | 演唱   | 时长 |
| ---- | ------------- | ------ | ---- |
| 1.   | Gone          | 李藝真 | 3:30 |
| 2.   | Gone（Inst.） |        | 3:32 |

- Part.4（發行日期：2023年04月16日）

| 曲序 | 曲目                  | 演唱   | 时长 |
| ---- | --------------------- | ------ | ---- |
| 1.   | Falling Down          | g1nger | 3:12 |
| 2.   | Falling Down（Inst.） |        | 3:12 |

## 分集列表
| 集數 | 導演   | 編劇   | 首播日期      | 長度   |
| --- | ------ | ------ | ------------- | ------ |
| 1 | 崔英勳 | 玄智珉 | 2023年3月11日 | 62分鐘 |
| 在Hatch發表的智能貼片演講大獲成功後，在賢被吹捧為總統候選人。與此同時，他的太太泰拉恢復了記憶。泰拉和鄰居海秀追查15年前的懸案，並前往韓越醫院面對一個驚人的真相。        |        |        |               |        |
| 2 | 崔英勳 | 玄智珉 | 2023年3月12日 | 62分鐘 |
| 泰拉不敢相信她就是50號，那位15年前槍殺海秀父親的兇手。超級黑猩猩萊德被殺，Hatch陷入一片混亂。Hatch三劍客展開調查。海秀與韓越醫院懷有祕密的線人見面，並目睹了驚人的一幕。 |        |        |               |        |
| 3 | 崔英勳 | 玄智珉 | 2023年3月18日 | 63分鐘 |
| 在賢宣布參選總統，金善德終於現身。過去與現在的生活令泰拉陷入混亂。泰拉魂不守舍，擔心她的在賢請來一位保鏢。                                                               |        |        |               |        |
| 4 | 崔英勳 | 玄智珉 | 2023年3月19日 | 66分鐘 |
| 殺死海秀的父親的50號是泰拉，海秀無法接受這個事實。泰拉與金善德對質並追逐操縱她生活的那個人。與此同時，道振得知是在賢殺死了超級黑猩猩萊德並捏造了研究結果。               |        |        |               |        |
| 5 | 崔英勳 | 玄智珉 | 2023年3月25日 | 65分鐘 |
| 發現尤拉已死，她被吊在一棵被閃電擊中的樹上。聯排住宅內鬧翻天。與尤拉有染的道振成為頭號嫌疑人。沒過多久，海秀建議泰拉參加她的脫口秀節目。                                 |        |        |               |        |
| 6 | 崔英勳 | 玄智珉 | 2023年3月26日 | 63分鐘 |
| 海秀在脫口秀節目中揭露了泰拉的身份。與此同時，成燦發現一件令人意想不到的物品，並成為泰拉的同盟。道振意識到海秀的真情並決定相信她。他開始揭露泰拉的過往。                 |        |        |               |        |
| 7 | 崔英勳 | 玄智珉 | 2023年4月1日  | 60分鐘 |
| 泰拉得知她的保鏢畢勝是她的弟弟。她警告金善德，但畢勝的冷漠讓她心灰意冷。金善德開始跟蹤在賢，讓他對聯排住宅的居民起了疑心。與此同時，海秀和道振發現在賢有可疑的過往。     |        |        |               |        |
| 8 | 崔英勳 | 玄智珉 | 2023年4月2日  | 61分鐘 |
| 畢勝承認15年前曾殺害宋會長以及暗殺高泰順總統。與往常一樣，泰拉試圖替他頂罪。與此同時，道振得知他父親張金茂令人震驚的過往時，心情頓時沉重起來。                           |        |        |               |        |
| 9 | 崔英勳 | 玄智珉 | 2023年4月8日  | 64分鐘 |
| 金善德死在泰拉手中。在賢帶泰拉逃離宴會，而海秀發現是金茂慫恿此事，讓她感到愤怒不已。道振毀掉證據，海秀覺得遭到他背叛，決定憑一己之力揭露真相。                           |        |        |               |        |
| 10 | 崔英勳 | 玄智珉 | 2023年4月9日  | 63分鐘 |
| 橋振設法逃出Hatch實驗室，Hatch三劍客再次聚首。與此同時，泰拉將海秀從死亡邊緣拉回來。兩人終於面對了15年前的真相。                                                         |        |        |               |        |
| 11 | 崔英勳 | 玄智珉 | 2023年4月15日 | 62分鐘 |
| 在賢因無法理解海秀的真實意圖而困惑。泰拉在與橋振奮力阻止Hatch的第二場演講時闖入成燦家中。與此同時，道振發現閔英輝對金茂所做的事情後大發雷霆。                            |        |        |               |        |
| 12 | 崔英勳 | 玄智珉 | 2023年4月16日 | 60分鐘 |
| 在第二場Hatch演講前，泰拉和海秀協力找到在賢的弱點，然後海秀打算利用金茂返回YBC。與此同時，橋振問道振有關七年前秀正事件背後的真相。                                       |        |        |               |        |
| 13 | 崔英勳 | 玄智珉 | 2023年4月22日 | 60分鐘 |
| 在賢在泰拉體內插入一枚晶片來偽造她的記憶，海秀和橋振試圖喚醒泰拉。然後，在賢將第二場Hatch演講的成功作為武器，召集道振和成燦。                                            |        |        |               |        |
| 14 | 崔英勳 | 玄智珉 | 2023年4月23日 | 60分鐘 |
| 泰拉因救在賢而受傷，海秀在報復一事上猶豫不決。與此同時，道振決定代表海秀說出真相。泰拉試圖找到失蹤的畢勝。總統選舉終於拉開帷幕，投票結果公佈出來了。                     |        |        |               |        |
| 15 | 崔英勳 | 玄智珉 | 2023年4月29日 | 60分鐘 |
| 在賢僥倖躲過模金寺的火災，並推動交接團隊的就職典禮。泰拉與海秀聯手，開始為弟弟報仇。與此同時，在金茂的幫助下，道振從檢察機關獲釋並得知了一個祕 密。                      |        |        |               |        |
| 16 | 崔英勳 | 玄智珉 | 2023年4月30日 | 60分鐘 |
| 在賢拼命尋找憑空消失的泰拉，但是一無所獲。泰拉已經和橋振在一起，而每個人都把在賢視為瘋子。                                                                               |        |        |               |        |

## 收視率
| 季數 | 季數 | 每季集數 | 每季集數 | 每季集數 | 每季集數 | 每季集數 | 每季集數 | 每季集數 | 每季集數 | 每季集數 | 每季集數 | 每季集數 | 每季集數 | 每季集數 | 每季集數 | 每季集數 | 每季集數 |
| 季數 | 季數 | 1        | 2        | 3        | 4        | 5        | 6        | 7        | 8        | 9        | 10       | 11       | 12       | 13       | 14       | 15       | 16       |
| ---- | ---- | -------- | -------- | -------- | -------- | -------- | -------- | -------- | -------- | -------- | -------- | -------- | -------- | -------- | -------- | -------- | -------- |
|      | 1    | 1129     | 1405     | 849      | 888      | 735      | 933      | 786      | 999      | 609      | 952      | 620      | 796      | 759      | 991      | 804      | 963      |

| 集數       | 播出日期   | 尼爾森收視率     | 尼爾森收視率   |
| 集數       | 播出日期   | 大韓民國（全國） | 首爾（首都圈） |
| ---------- | ---------- | ---------------- | -------------- |
| 1          | 2023/03/11 | 4.891%           | 6.074%         |
| 2          | 2023/03/12 | 5.707%           | 5.635%         |
| 3          | 2023/03/18 | 3.877%           | 4.076%         |
| 4          | 2023/03/19 | 4.057%           | 3.810%         |
| 5          | 2023/03/25 | 3.342%           | 3.891%         |
| 6          | 2023/03/26 | 4.300%           | 4.460%         |
| 7          | 2023/04/01 | 3.617%           | 3.891%         |
| 8          | 2023/04/02 | 4.447%           | 4.608%         |
| 9          | 2023/04/08 | 2.880%           | 3.289%         |
| 10         | 2023/04/09 | 4.026%           | 4.170%         |
| 11         | 2023/04/15 | 3.219%           | 3.379%         |
| 12         | 2023/04/16 | 3.616%           | 3.645%         |
| 13         | 2023/04/22 | 3.469%           | 3.645%         |
| 14         | 2023/04/23 | 4.490%           | 4.307%         |
| 15         | 2023/04/29 | 3.737%           | 3.948%         |
| 16         | 2023/04/30 | 4.430%           | 4.378%         |
| 平均收視率 | 平均收視率 | 4.007%           | 4.203%         |

- 收視最低的集數以藍色表示，收視最高的集數以紅色表示，而空格則表示該集的收視沒有相關數據。

## 同一劇集時段作品
週五六時段劇集
- MBC 金土連續劇：《木偶的季節》、《朝鮮律師》
- SBS 金土連續劇：《模範計程車2》、《浪漫醫生金師傅3》

週末時段劇集
- KBS2 週末連續劇：《三姐弟要勇敢》、《真的出現了！》
- JTBC 週末連續劇：《離婚律師申晟瀚》、《車貞淑醫生》